# Il n'aurait pas tué Patience
Il n'aurait pas tué Patience — He Wouldn't Kill Patience, dans l'édition originale américaine — est un roman policier américain de John Dickson Carr publié en 1944, sous le pseudonyme de « Carter Dickson ». C'est le 15e roman de la série mettant en scène le personnage de Sir Henry Merrivale. Le récit offre une habile énigme en chambre close.

## Personnages
- La victime
  - Edward Benton : propriétaire du zoo de Royal Garden ; père de Louise Benton.

- L'enquêteur
  - Sir Henry Merrivale : criminologue.

- Témoins et suspects
  - Carey Quint : jeune homme de bonne famille.
  - Madge Pallister : jeune femme de bonne famille.
  - Louise Benton : fille du propriétaire du zoo de Royal Garden.
  - M. Parson : gardien du domaine.
  - Capitaine Noble : chasseur d'animaux sauvages ; ami d'Edward Benton ; époux d'Agnes Noble.
  - Agnes Noble : femme d'affaires ; épouse du capitaine Noble.

## Résumé

### Mise en place de l’énigme
En septembre 1940, à Londres, pendant le Blitz de l'aviation allemande et que pleuvent les bombes sur la capitale britannique, Carey Quint et Madge Pallister, derniers membres de deux célèbres familles d'illusionnistes et de prestidigitateurs, ont une si sévère discussion dans le Pavillon des Reptiles d'un zoo que le jeune homme brise une vitrine d'où s'échappe un lézard qui se met à la poursuite de sir Henry Merrivale qui passait par hasard à proximité.  
Peu après, les trois personnages se réconcilient et se rendent ensemble à un dîner chez Louise Benton, fille du propriétaire du zoo de Royal Garden. Les invités et leur hôte s'enferment dans la salle à manger, mais le vieux Parson, gardien du domaine, vient avertir que, contrevenant aux prescriptions de couvre-feu, de la lumière filtre du bureau du directeur en dépit des rideaux tirés. Quand on cherche à ouvrir cette porte, sir Merrivale se rend compte que tous les interstices en ont été obstruées et qu'elle est solidement verrouillée. Grâce à des tentatives répétées de Carey Quint, on parvient finalement à pénétrer dans cette pièce parfaitement close où gît le cadavre du vieil Edward Benton, asphyxié par le gaz de la conduite grande ouverte. Tous sont atterrés par ce qui apparaît comme le suicide du directeur à qui le ministre de l'Intérieur avait intimé l'ordre de fermer son zoo et de tuer reptiles et insectes par mesure de sécurité pendant les bombardements. En effet, les jointures des fenêtres ont été recouvertes de l'intérieur par du papier gommé.

### L'enquête
Pourtant, Louise Benton réfute cette conclusion : elle savait que son père venait tout juste d'obtenir un permis pour ouvrir un zoo en province ; pourquoi se serait-il suicidé, alors tout était sur le point de s'arranger pour le mieux ? En outre, Benson avait reçu le jour même un serpent fort rare en provenance d'Amérique du Sud qu'il avait surnommé « Patience » et qui aurait été le joyau de son nouvel établissement. Or le reptile se trouvait également dans le bureau et lui-aussi est mort asphyxié dans sa cage. Si son père avait voulu se suicider, et connaissant son respect envers les animaux, Louise soutient qu'il n'aurait pas tué Patience (d'où le titre du roman). Tout cela paraît en effet suffisant pour convaincre sir Merrivale d'enquêter.

### Dénouement et révélations finales
L'assassin est Agnes Noble. Elle savait que les animaux provenant d'Afrique et commandés par Edward Benton ne pourraient pas lui être livrés, alors qu'elle avait déjà perçue le prix de la vente.
Lorsque Henry Merrivale, Carey Quint et Madge Pallister sont arrivés pour le dîner, Agnes Noble était déjà dans les lieux. C'est elle qui les a enfermés dans la salle à manger car elle n’avait pas encore fini sa mise en scène consistant à fermer hermétiquement la pièce du crime. Elle utilise pour cela un aspirateur pour faire coller le papier gommé sur le chambranle de la porte et sur la serrure. La fermeture hermétique a lieu depuis l'extérieur grâce à l'aspirateur. Les trois invités, prisonniers dans la salle à manger, ont confondu le bruit de l'aspirateur avec celui d'un bombardier de la Luftwaffe.

## Particularités du roman
Tout comme Trois cercueils se refermeront, Le Naufragé du Titanic, La Flèche peinte et La police est invitée, ce roman se retrouve, quoiqu'à un rang moins élevé (le 13e), sur la liste des meilleures énigmes de chambre close, selon le jury d'experts constitué par Edward D. Hoch en 1981,.
À l'instar d'autres romans écrits par John Dickson Carr pendant la guerre, notamment L'Homme en or, le récit de Il n'aurait pas tué Patience fait de nombreuses allusions à l'histoire de l'illusionnisme, un intérêt que Carr partage à cette époque avec son ami, l'écrivain américain Clayton Rawson.

## Éditions

### Éditions originales en anglais
- (en) Carter Dickson, He Wouldn't Kill Patience, New York, Morrow, 1944 — édition originale américaine.
- (en) Carter Dickson, He Wouldn't Kill Patience, Londres, Heinemann, 1944 — édition originale britannique.

### Éditions françaises
- (fr) Carter Dickson (auteur) et Guite Barbet Massin (traducteur), Il n'aurait pas tué Patience [« He Wouldn't Kill Patience »], Paris, La Jeune Parque, coll. « Le Cercle rouge », 1946, 251 p. (BNF 31909874)
- (fr) John Dickson Carr (auteur) et Guite Barbet Massin (traducteur) (trad. de l'anglais), Il n'aurait pas tué Patience [« He Wouldn't Kill Patience »], Paris, Nouvelles Éditions Oswald, coll. « Le Miroir obscur no 56 », 1983, 202 p. (ISBN 2-7304-0183-0, BNF 34742792)
- (fr) John Dickson Carr (auteur) et Guite Barbet Massin (traducteur), Il n'aurait pas tué Patience [« He Wouldn't Kill Patience »], Paris, Librairie des Champs-Élysées, coll. « Le Masque no 2007 », 1990, 216 p. (ISBN 2-7024-2041-9, BNF 35094339)

## Sources bibliographiques
- Roland Lacourbe, John Dickson Carr : scribe du miracle. Inventaire d'une œuvre, Amiens, Encrage, 1997, pages 84-85 et page 312.